# Katar-Rundfahrt 2006
Die 5. Katar-Rundfahrt fand vom 30. Januar bis 3. Februar 2006 statt. Das Radrennen wurde in fünf Etappen über eine Distanz von 820,5 Kilometern ausgetragen.

## Etappen
| Etappe    | Tag        | Start – Ziel                                         | km    | Etappensieger  | Führender  |
| --------- | ---------- | ---------------------------------------------------- | ----- | -------------- | ---------- |
| 1. Etappe | 30. Januar | Khalifa International Stadium – Al Khor Corniche     | 141   | Tom Boonen     | Tom Boonen |
| 2. Etappe | 31. Januar | Camelodrome – Al Khor Corniche                       | 173,5 | Tom Boonen     | Tom Boonen |
| 3. Etappe | 1. Februar | Sealine Beach Resort – Khalifa International Stadium | 203,5 | Tom Boonen     | Tom Boonen |
| 4. Etappe | 2. Februar | az-Zubāra – Qatar National Olympic Committee         | 151   | Bernhard Eisel | Tom Boonen |
| 5. Etappe | 3. Februar | Al Thakhira – Doha Corniche                          | 151,5 | Tom Boonen     | Tom Boonen |